# Carré noir sur fond blanc
Ne doit pas être confondu avec Carré blanc sur fond blanc ou Carré noir (Malevitch).
«  Quadrangle (Malevitch) » et « Quadrilatère (Malevitch) » redirigent ici. Pour les autres significations, voir Quadrangle et Quadrilatère.
Pour les articles homonymes, voir Carré noir et Fond blanc.
Le Quadrangle, appelé aussi Quadrilatère, ou Carré noir sur fond blanc, est une huile sur toile peinte par Kasimir Malevitch en 1915, à ne pas confondre avec Carré noir, une huile sur plâtre peinte en 1923-1930.

## Historique
Kasimir Malevitch peint le Carré noir sur fond blanc en 1915. La date de 1913 est parfois donnée, mais il s'agit d'une anti-datation faite par Malevitch lui-même afin de s'attribuer une antériorité sur d'autres pratiques abstraites en cours à l'époque. L'examen attentif de ses œuvres de 1913 montre que le Carré noir sur fond blanc n'aurait pu être peint à cette époque.

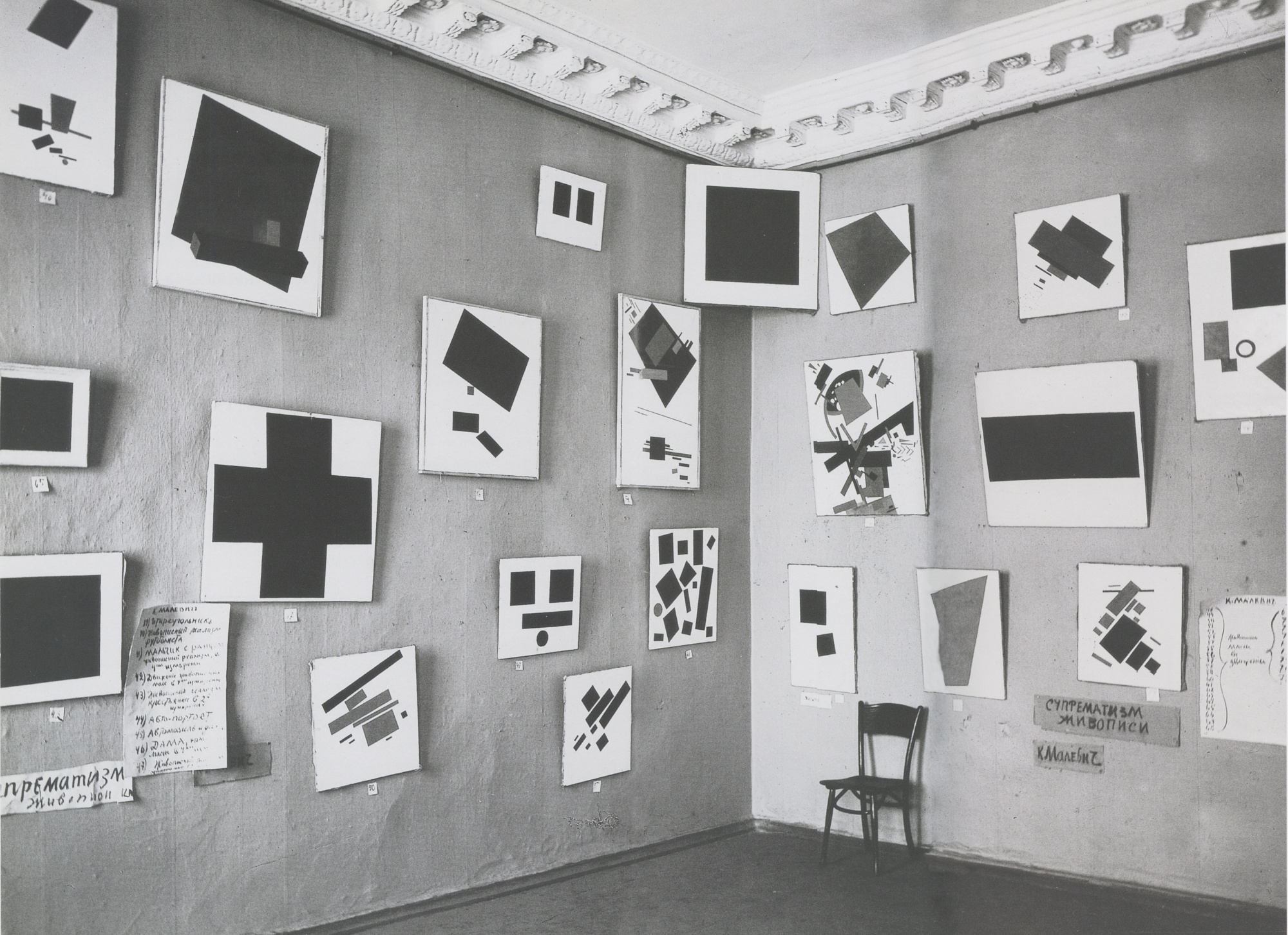
« Exposition 0,10 », Petrograd, 1915.

Il l'expose pour la première fois fin 1915 parmi trente-neuf œuvres suprématistes à la galerie Dobychina, à Petrograd (Saint-Pétersbourg), lors de la « Dernière exposition futuriste de tableaux 0,10 (zéro-dix) ».
Le tableau est exposé en hauteur, dans un angle de la pièce qui comprend les œuvres de Malevitch. Cette place est ce que l'on appelle le « beau coin », l'endroit où sont exposées les icônes dans les maisons paysannes russes. L'accrochage est ambigu : tout en revendiquant un rôle spirituel pour cette œuvre, il agit aussi comme une provocation futuriste à l'égard du bon goût, des normes sociales et des conventions artistiques.
L'œuvre est aujourd'hui exposée à la galerie Tretiakov à Moscou.

## Précurseur

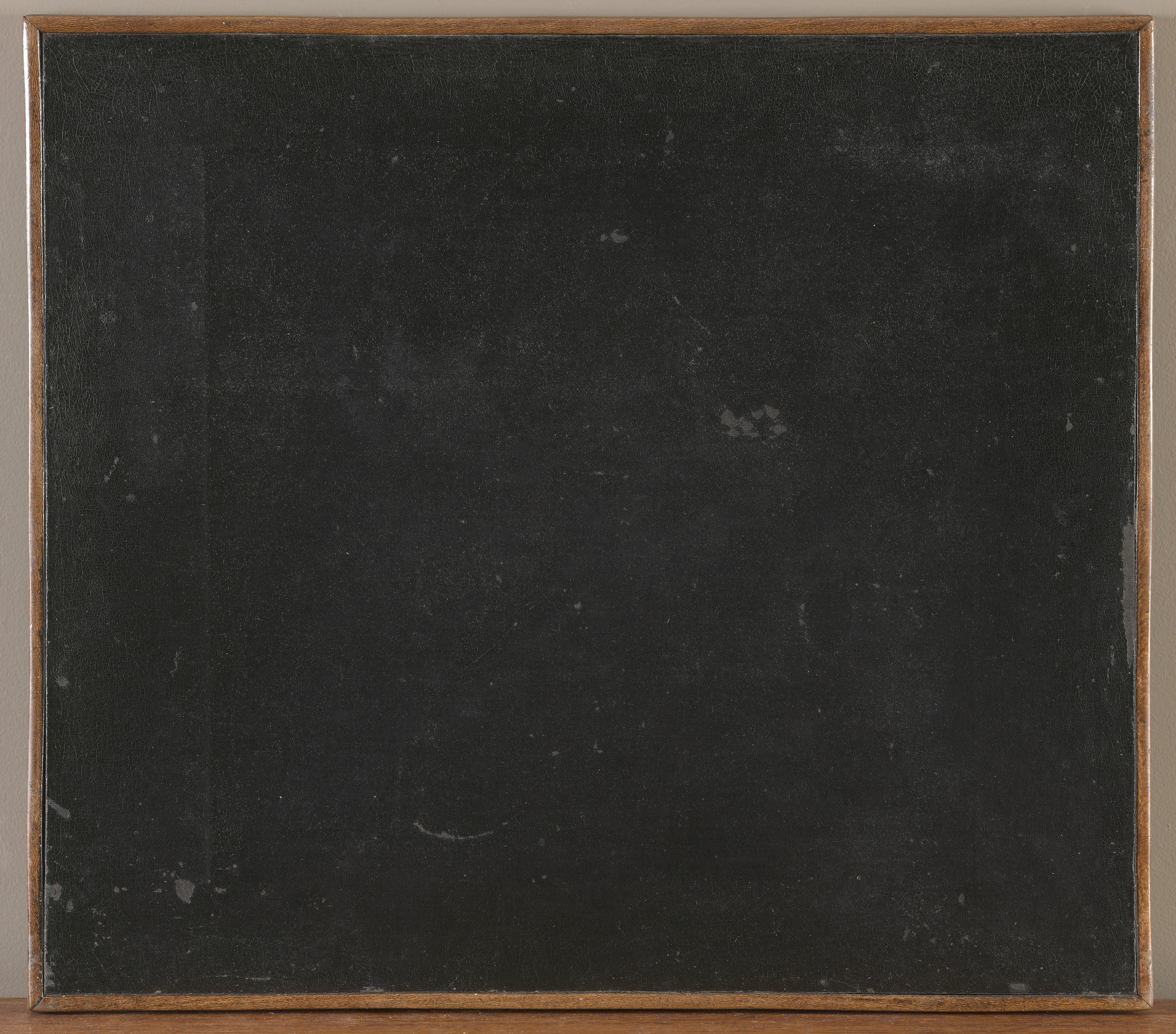
Combat de nègres pendant la nuit, Paul Bilhaud, 1882.

Dans son ouvrage Arts incohérents, découvertes et nouvelles perspectives, l'expert Johann Naldi explore l'hypothèse d'une connaissance par Kasimir Malevitch du Combat de nègres pendant la nuit, le monochrome de Paul Bilhaud ayant pu constituer l'une des sources probables du Carré noir sur fond blanc. Récemment, l'historien Andrew Spira, diplômé du Courtauld Institute et ancien conservateur au Victoria and Albert Museum de Londres, a également soutenu cette hypothèse en reproduisant dans un essai le tableau de Paul Bilhaud.